# Zwieselstein
Zwieselstein ist ein Dorf und eine Fraktion (Ortschaft) der Gemeinde Sölden im Bezirk Imst in Tirol mit 144 Einwohnern (Stand 1. Jänner 2025).

## Geographie
Zwieselstein liegt rund 4 km südlich von Sölden auf 1470 m ü. A. in einem kleinen Becken im Hinteren Ötztal, wo sich das Tal in das Venter und Gurgler Tal gabelt und die Venter und die Gurgler Ache zur Ötztaler Ache zusammenfließen.
Zur Fraktion gehören neben dem Dorf Zwieselstein das Zollwachhaus Timmelsjoch und die Almen Lenzenalm, Stabelealm, Zargertaje sowie Obere und Untere Zwieselsteintajen.

## Geschichte
Zwieselstein wird zum ersten Mal 1269 in einer Urkunde erwähnt, mit der Graf Meinhard II. von Tirol von Graf Heinrich von Eschenbach drei Höfe im Ötztal „.. tes in Eztal in Walde et Tzwiselstayn“ erhielt. In Urkunden aus den Jahren 1347 und 1367 wird der Ort Zwiselstain genannt. Der Name kommt daher, dass sich hier das Tal „zwieselt“ (teilt).
Seit 1627 gehörte Zwieselstein zum Kirchspiel Sölden. 1747 bis 1749 wurde die Maria-Hilf-Kapelle erbaut.
1911 wurde die Ötztalstraße bis Zwieselstein fertiggestellt.
Aufgrund der verkehrsgünstigen Lage zwischen Sölden und Obergurgl nahm Zwieselstein auch Anteil an der touristischen Entwicklung der Gemeinde, wenn auch in deutlich geringerem Ausmaß als die beiden genannten Orte.